# Троицкий собор (Пермь)
Собо́р Тро́ицы Живонача́льной (Свя́то-Тро́ицкий собо́р, Слу́дская це́рковь) — православный храм в городе Перми, кафедральный собор Пермской митрополии и епархии Русской православной церкви.

## Слудская площадь

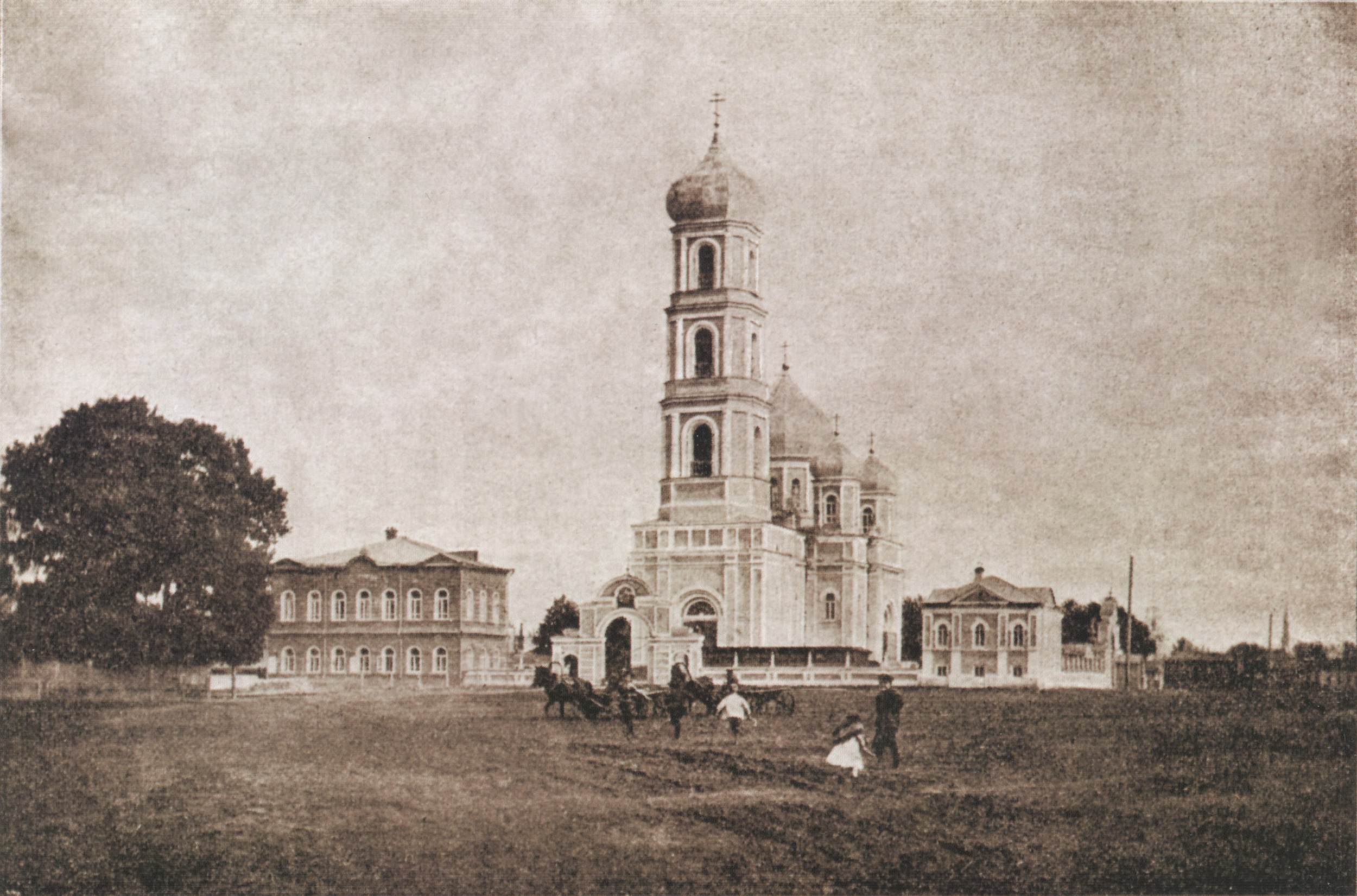
Слудская площадь и Свято-Троицкая церковь (1906—1907 гг.)

Собор располагается на горе Слу́дке. Изначально с юга к собору подходила Шадринская улица (ныне ул. Борчанинова), и с юга примыкала площадь до Торговой улицы (ныне Советская). Площадь так и называлась гора/горка Слудка/Слюдка, с середины 1910-х годов — Слудская площадь. В советское время Слудскую площадь переименовали в площадь Коммуны. В 1956 году на пустыре площади Коммуны по инициативе спортактива и комсомольцев телефонного завода был создан первый на Урале велотрек с асфальтовым покрытием. Позднее на этом месте появился стадион «Энергия».

## История
Из архивных документов известно, что в августе 1842 года пермское градское общество по предложению купца 2-й гильдии Егора Шавкунова пожелало воздвигнуть на Слудке новый трёхпрестольный храм с двумя приделами. Основные расходы, связанные со строительством, брал на себя Шавкунов. Предполагалось объявить сбор добровольных пожертвований среди городских жителей, а также использовать доходы, получаемые от каменной часовни во имя святого Илии, стоящей на Чёрном рынке.
По завещанию купца Шавкунова его сын Пётр Шавкунов в 1845 году начал сооружение Свято-Троицкой церкви на Слудке на средства, оставленные его отцом. В 1849 году был освящён один из приделов храма — во имя Великомученика Георгия. Южный придел освящён 9 (21) июня 1850 года во имя святого пророка Илии. 20 октября (1 ноября) 1857 года освящён главный престол во имя Святой Живоначальной Троицы. С освящением церкви юго-западная часть города составила особый Слудский приход. Церковь построена в русско-византийском стиле архитектором Г. П. Летучим.
12 ноября 1906 года освящено каменное здание Константиновской церковно-приходской школы при Слудской Троицкой церкви.
До 1917 года церковь имела в штате троих священников и свою церковно-приходскую школу.
В годы гражданской войны начались репрессии против верующих и священнослужителей. У Свято-Троицкой церкви отобрали принадлежавшие ей здания, деньги и церковные ценности. В 1930-х годах священники и диакон Троицкой церкви, которые придерживались староцерковного направления, были репрессированы, а храм закрыт.
С 1932 года в здании церкви размещались склады народного комиссариата обороны, в которых хранилось оружие. Верхний ярус колокольни и четыре боковых главы из венчавшего храм пятиглавия были снесены.
28 февраля 1944 года принято решение Совета по делам Русской православной церкви при СНК СССР об открытии Свято-Троицкой церкви на Слудке в городе Молотове. Собор был передан Русской православной церкви, 25 мая освящён епископом Александром (Толстопятовым) и стал кафедральным собором Пермской епархии. Долгое время на весь город Пермь, с миллионным населением, была только Слудская церковь и кладбищенская Всехсвятская.

## Наши дни

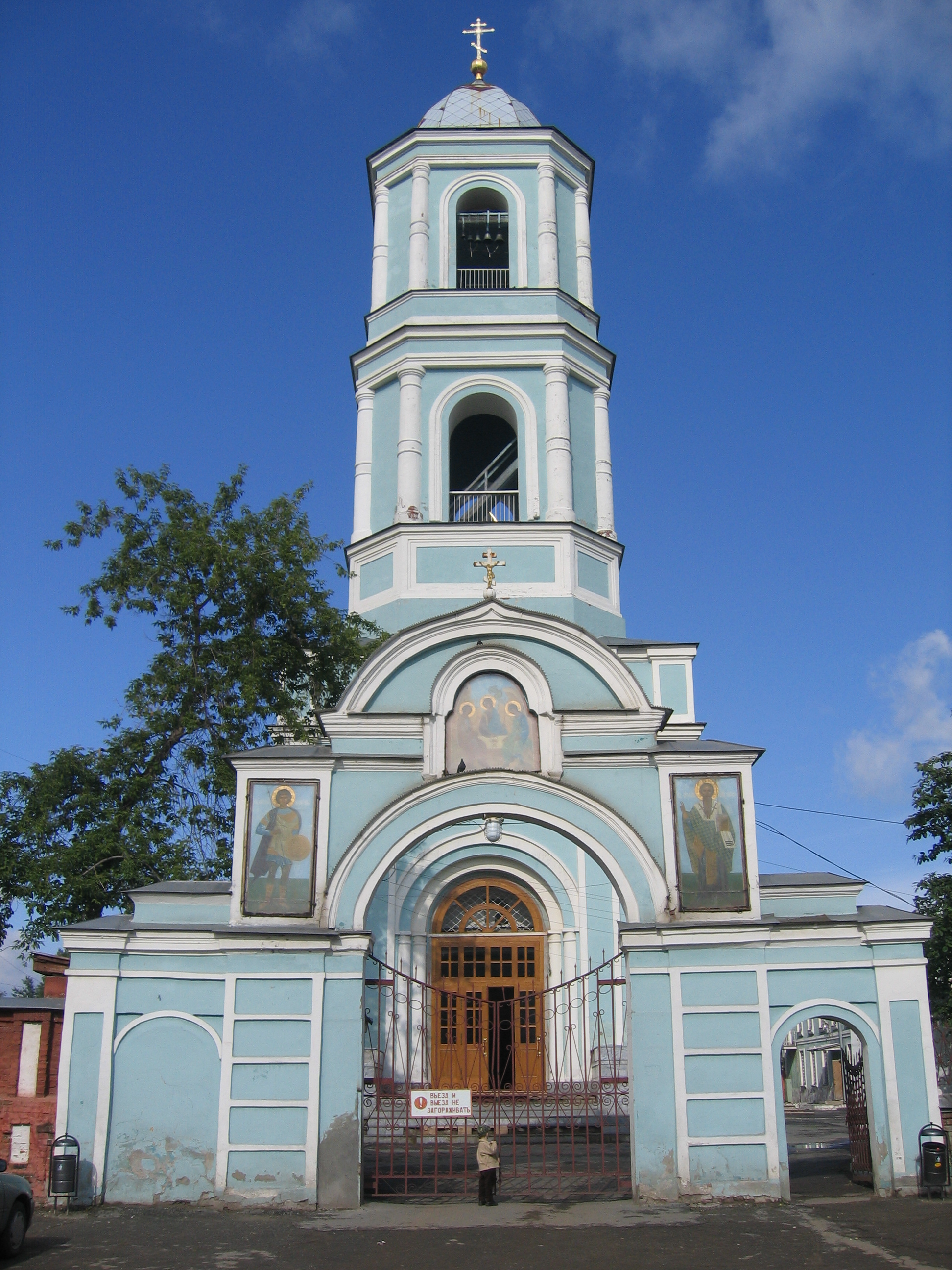
Слудская церковь в 2005 году до восстановления

В 2004 году были начаты ремонтно-восстановительные и реставрационные работы.
23 ноября 2004 года был освящён главный престол.
Ныне храм называется Свято-Троицкий кафедральный собор, является трёхштатным. В соседних зданиях располагается управление Пермской епархии Русской православной церкви.